# Manfred Schwaiger
Manfred Schwaiger (* 16. Februar 1963 in Bad Reichenhall) ist ein deutscher Wirtschaftswissenschaftler und Hochschullehrer für Betriebswirtschaftslehre an der Ludwig-Maximilians-Universität München.

## Leben und Wirken
Schwaiger studierte Wirtschaftswissenschaften an der Universität Augsburg. 1988 schloss er sein Studium mit dem Erwerb des Diploms ab. Von der Universität Augsburg wurde Schwaiger 1992 zum Dr. rer. pol. promoviert. 1997 schloss er mit der Schrift Multivariate Werbewirkungskontrolle: Konzepte zur Auswertung von Werbetests sein Habilitationsverfahren ab und erhielt die Venia legendi für das Fach Betriebswirtschaftslehre. Seit 1998 hat er einen ordentlichen Lehrstuhl für Betriebswirtschaftslehre an der Universität München inne. Von Oktober 2003 bis September 2005 war er Dekan der Münchener Fakultät für Betriebswirtschaft. Schwaigers Forschungsschwerpunkte liegen vor allem im Bereich des Return on Marketing, der Unternehmensreputation, der Unternehmenskommunikation, des Konsumentenverhaltens und der Marktforschung.  